# Cleisomeria pilosulum
Cleisomeria pilosulum är en orkidéart som först beskrevs av François Gagnepain, och fick sitt nu gällande namn av Gunnar Seidenfaden och Leslie Andrew Garay. Cleisomeria pilosulum ingår i släktet Cleisomeria och familjen orkidéer. Inga underarter finns listade i Catalogue of Life.